# Riolobos (Salamanca)
Riolobos es un despoblado del municipio de El Campo de Peñaranda, que pertenece a la comarca de Tierras de Peñaranda, en la provincia de Salamanca. En la actualidad no cuenta con población. 
El origen del despoblado fue como parada en el cordel de ganados, dando fe de su importancia los restos de la iglesia y las eras empedradas. En la actualidad su importancia se centra en el Azud, un humedal artificial con un alto valor ecológico, un superficie de 450 hectáreas y una capacidad de 14 hm³. Su origen está relacionado con el incremento de las tierras de regadío en la comarca Tierras de Peñaranda, fundamentalmente de maíz, pero también se ha convertido en un importante refugio de aves migratorias.

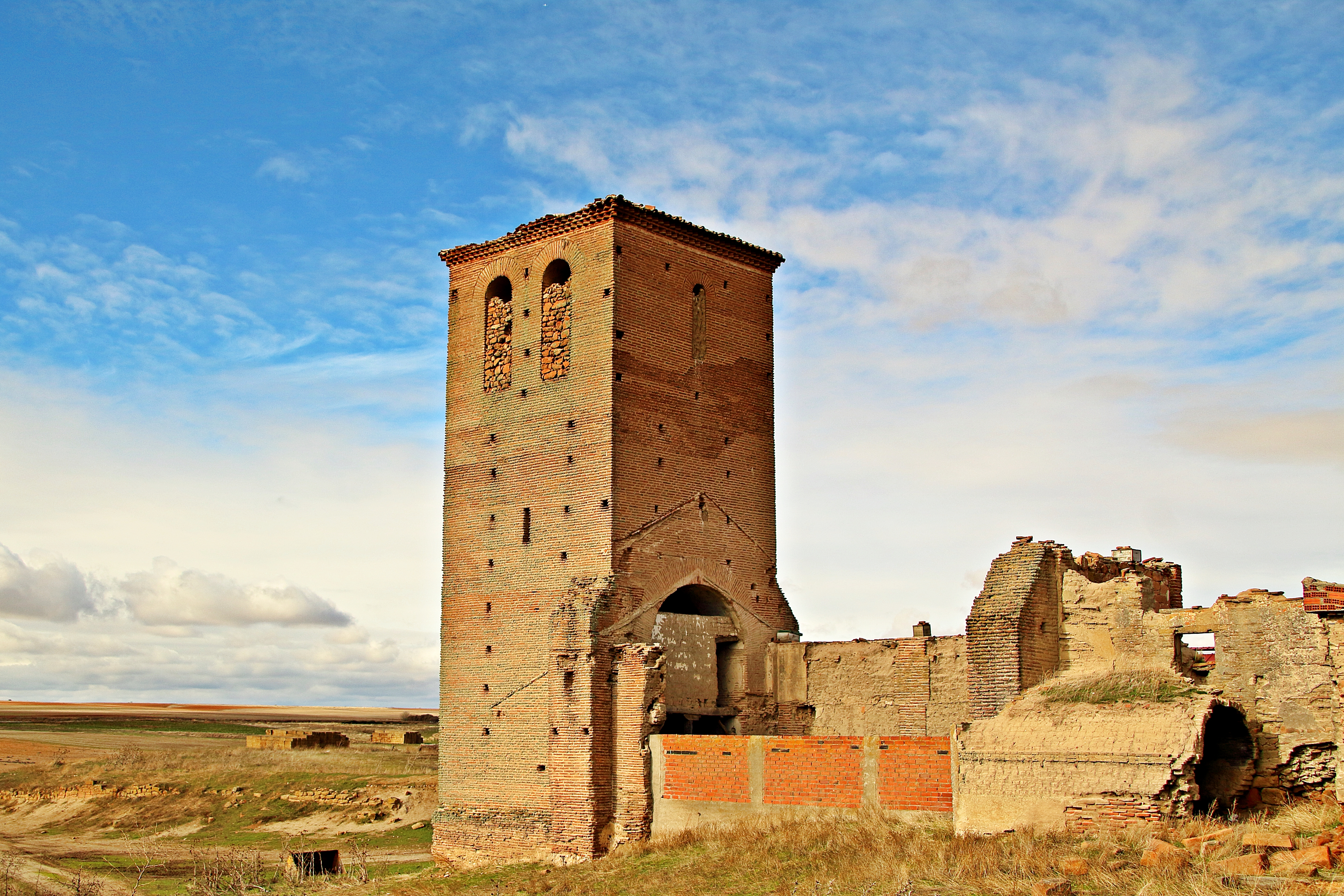
Antigua iglesia de Riolobos en El Campo de Peñaranda

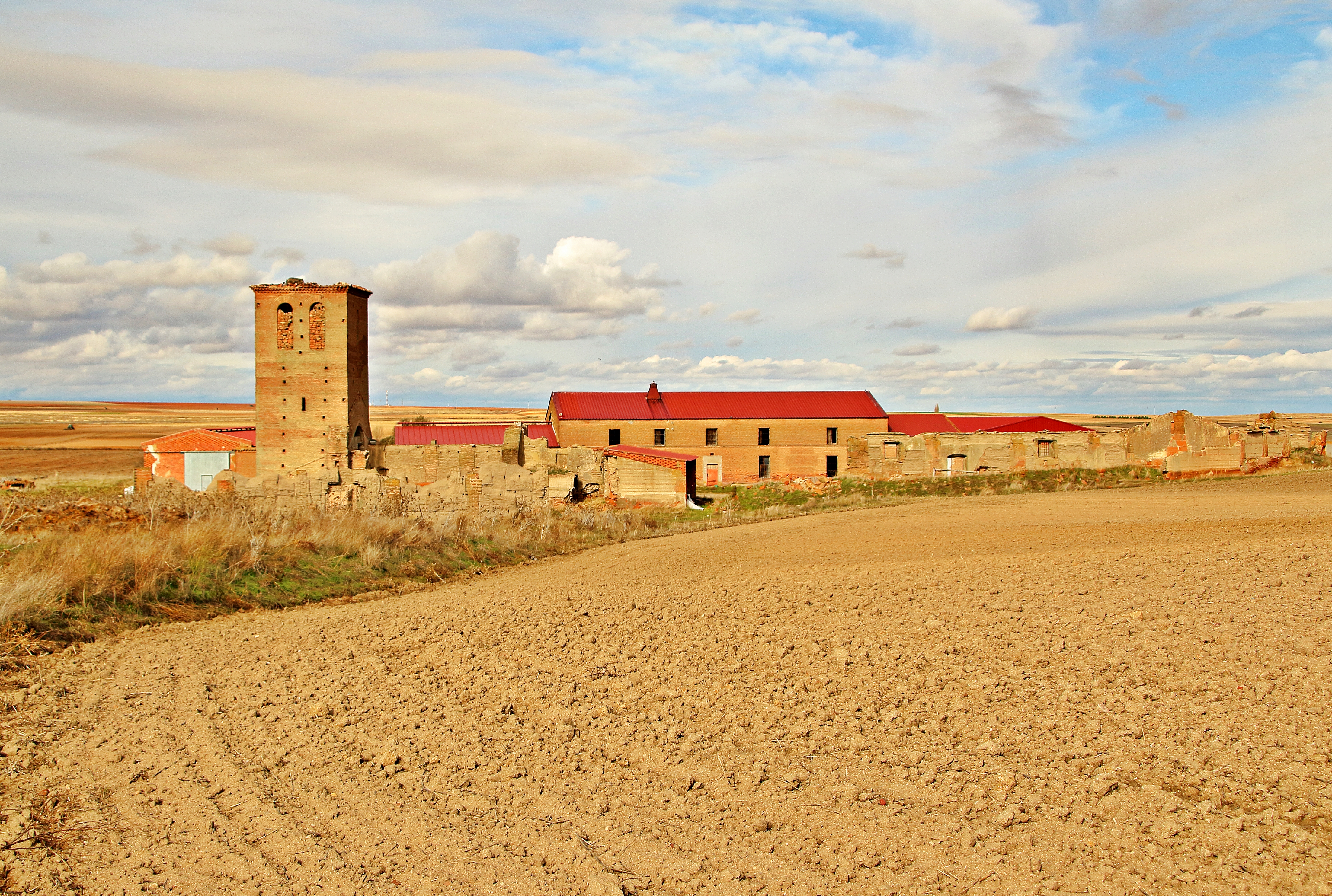
Despoblado de Riolobos (El Campo de Peñaranda)